# Lumding Railway Colony
Lumding Railway Colony è una suddivisione dell'India, classificata come census town, di 25.283 abitanti, situata nel distretto di Nagaon, nello stato federato dell'Assam. In base al numero di abitanti la città rientra nella classe III (da 20.000 a 49.999 persone). Il nome significa "colonia ferroviaria di Lumding".

## Società

### Evoluzione demografica
Al censimento del 2001 la popolazione di Lumding Railway Colony assommava a 25.283 persone, delle quali 13.224 maschi e 12.059 femmine. I bambini di età inferiore o uguale ai sei anni assommavano a 2.346, dei quali 1.206 maschi e 1.140 femmine. Infine, coloro che erano in grado di saper almeno leggere e scrivere erano 20.802, dei quali 11.378 maschi e 9.424 femmine.